# Gunnar Knudsen
Aanon Gunerius "Gunnar" Knudsen (ur. 19 września 1848 w Stokken (obecnie Arendal), zm. 1 grudnia 1928 w Gjerpen (obecnie Skien)) – norweski polityk, działacz partii Venstre, armator, syn kapitana statku i armatora Christena Knudsena, brat armatora oraz  polityka Jørgena Christiana Knudsena, ojciec parlamentarzystki Margit Schiøtt, dziadek Knuta Andreasa Knudsena – również armatora i polityka.
Od 1886 do 1892 był burmistrzem Gjerpen. Pełnił mandat deputowanego do Stortingu (1892–1897, 1900–1903, 1906–1909, 1913–1924), trzykrotnie był przewodniczącym tej izby (1906–1909, 1913, 1920–1921). W latach 1909–1927 zajmował stanowisko przewodniczącego Venstre, od 1906 do 1908 i ponownie w latach 1920–1921 szefował frakcji parlamentarnej tego ugrupowania. Był ministremː rolnictwa (1903, 1913–1919), audytu (1903, 1905, 1908–1910, 1913–1918), także finansów (1903, 1905, 1908–1910, 1919–1920). Dwukrotnie sprawował urząd premiera Norwegii (1908–1910, 1913–1920).